# Amblypodia darana
Amblypodia darana är en fjärilsart som beskrevs av Moore 1879. Amblypodia darana ingår i släktet Amblypodia och familjen juvelvingar. Inga underarter finns listade i Catalogue of Life.